# Norbert Tauer
Norbert Tauer, né le 6 juin 1898 à Pilsen et mort le 28 janvier 1983 à Prague, est un bascologue tchèque.

## Biographie
Après ses études secondaires à l’École supérieure de Commerce, il entre dans le service diplomatique au ministère des affaires étrangères de son pays à l'ambassade de Madrid. Intéressé par la linguistique, il se présente à la chaire de basque de la Société d'études basques (Eusko-Ikaskuntza) dirigé par Escalera Maidagán. Dans la capitale espagnole, il alterne l'apprentissage grammatical avec les séjours durant l'été dans des fermes basques éloignées. 
Norbert Tauer écrit son premier article dans cette langue, suivront plusieurs autres ainsi que des lettres. En même temps, il publie en tchèque divers articles en relation avec les études basques et même une grammaire de la langue basque. En 1937, commence la guerre civile espagnole, alors Norbert Tauer revient à Prague. Il passera le restant de sa vie comme le fonctionnaire au Conseil municipal jusqu'en 1958. 
En 1954, il est nommé membre correspondant de l'Institut Américain d'Études Basques et en 1955 d'Euskaltzaindia ou Académie de la langue basque. De 1955 à 1960, il gagne le concours de lettres en langue baque organisé par la société "Euskaltzaleak" de Buenos Aires. La maison d'édition "Ekin" de Buenos Aires publie en 1962 Bere idazkiak, qui est un résumé épistolaire. Ce bascophile infatigable collabore aussi dans des revues telles que Zeruko Argia, Eusko-Gogoa, Bidasoa, Olerti, Euzko Deya, Olerti, Karmel, Egan, Gernika, Umeen Deya, Anaitasuna, etc. 
En 1959, Norbert Tauer est récompensé par le Centre basque du Mexique. Il meurt à Prague le 28 janvier 1983 et lègue sa bibliothèque basque et sa correspondance volumineuse à Euskaltzaindia, qui publiera en 1984 son Catalogue dans la revue Euskera.

## Publications
- Bere idazkiak, Editorial Vasca Ekin, 1962, 84 pages.
- Narodni obzer
- Baskové (1936, Euskaldunak)
- Baskovnina a jeji dnesni situace (1965, Euskara eta euskararen oraingo egoera).
- Slovník spisovatelu. Spanelsko portugalsko (Espainiako eta Portugaleko idazleen hiztegia)

Autre
- Norbert Tauer (1898-1983), Jose Mari Satrustegi, Eusko Jaurlaritzaren Argitalpen Zerbitzu Nagusia, 2003,24 pages.